# Mark Hembrow
Mark Hembrow (nacido en 1955 en Brisbane) es un actor y músico australiano.

## Filmografía

### Televisión
- Old School, como Perry Robertson
- The Straits, como Ambrose (Acreditado como Mark Hambrow)
- The Lost World, como Hyde
- Tales of the South Seas
- G.P., como Mr. David 'Dave' Barber
- Misión en el tiempo, como Rufio Jans
- Phoenix, como Damian Thorpe
- The Adventures of Skippy, como Paul Watson
- Médicos en vuelo, como Tony Downes/Bob Archer
- El gran atraco
- Anzacs, la guerra de las antípodas, como Dick Baker/Pte. Dick Baker
- 1915, como Boof Lucas
- Jonah, como Waxy
- Father, Dear Father in Australia, como Ken
- The Young Doctors, como Georgie Saint

### Cine
- Run (cortometraje), como El valet
- Brothers (cortometraje), como Todd
- A contracorriente, como Tommy
- Huida desesperada, como Conductor de Camión
- On the Dead Side
- Redheads, como Brewster
- Misión en la playa, como Max
- Animal Park (Película para TV), como Jim Pryor
- The Last Island, como Frank
- Fuera del cuerpo, como David Gaze
- Reportero de guerra (Película para TV), como Padre
- Sons of Steel, como Mal
- The Man from Snowy River II, como Seb
- Running from the Guns, como Peter
- Un extraño amor, como Mecánico
- Goodbye Paradise, como Igor
- At Last... Bullamakanka: The Motion Picture, como L.D. Jones
- Platypus Cove, como Paddy O'Neil
- The Highest Honor, como Marinero F.W. Marsh
- Rusty Bugles (Película para TV)
- Shimmering Light (Película para TV), como Peter